# Giba (volejbalista)
Gilberto Amauri de Godoy Filho, zvaný Giba (* 23. prosince 1976 Londrina) je bývalý brazilský volejbalista, hlavní hvězda slavné éry brazilského volejbalu na počátku 21. století. S brazilskou volejbalovou reprezentací mužů, za kterou nastupoval v letech 1995–2012, získal zlato na olympijských hrách v Athénách roku 2004, má též dvě olympijská stříbra, z her v Pekingu roku 2008 a v Londýně 2012. Na hrách v Athénách byl nejužitečnějším hráčem. Získal rovněž tři tituly mistra světa (2002, 2006, 2010), přičemž na šampionátech 2006 a 2007 byl nejužitečnějším hráčem. Rovněž dvakrát vyhrál Světový pohár (2003, 2007), osmkrát Světovou ligu (2001, 2003, 2004, 2005, 2006, 2007, 2009, 2010) a osmkrát Mistrovství Jižní Ameriky (1995, 1997, 2001, 2003, 2005, 2007, 2009). V roce 2006 byl vyhlášen brazilským sportovcem roku v anketě Brazilského olympijského výboru. V roce 2018 byl uveden do Mezinárodní volejbalové síně slávy.